# 쌍꺼풀 수술

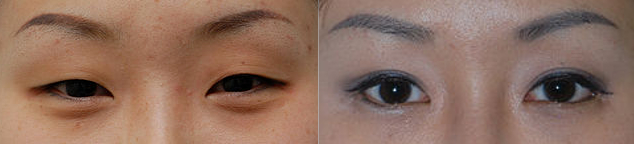

쌍꺼풀 수술은 홑꺼풀인 눈꺼풀에 주름이 생기게 해 쌍꺼풀로 만드는 성형 수술이다. 수술 방법에는 절개법과 비절개법인 매몰법이 있다.
1818년 본 그라페(Von Grafe)가 "안검성형수술"이라는 말을 처음 사용하였고 1880년 호츠(Hotz)는 안검하수에 대해 정의 하였다. 1929년 보게스트(Bourguest)는 안검성형시 지방 제거를 처음으로 시도하였다. 1950년대 이후부터 지금의 절개법이 자리를 잡게 되었다. 1998년 김진왕 등에 의해 부분절개법이 발표되었다.

## 같이 보기
- 안과
- 안검하수